# HD166968
HD166968 — хімічно пекулярна зоря спектрального класу B9, що має видиму зоряну величину в смузі V приблизно  7,2.
Вона  розташована на відстані близько 726,4 світлових років від Сонця.

## Пекулярний хімічний склад
Зоряна атмосфера HD166968 має підвищений вміст 
Si
.